# Atropello masivo de Tokio de 2019
El atropello masivo de Tokio de 2019 fue un ataque ocurrido en la capital japonesa en la madrugada del 1 de enero de 2019, mediante una embestida vehicular hacia una multitud que festejaba el día de Año Nuevo. Los investigadores, citados por los medios, dijeron que el incidente está siendo tratado como un "ataque terrorista".

## Ataque
El ataque ocurrió temprano en la madrugada del 1 de enero de 2019, cerca del Santuario Meiji poco después de la Nochevieja de 2018. Un automóvil chocó con personas en la peatonal calle Takeshita, ubicada en Harajuku, en el barrio de Shibuya, de la capital japonesa. La calle estaba cerrada al tráfico en el momento debido a las celebraciones de Año Nuevo. El perpetrador entró a la calle a través de un hueco en la barricada de la policía cerca del final que daba a la calle Meiji-dori de una sola vía y condujo 140 metros por el camino contrario, golpeando a ocho hombres de 19 a 51 años de edad y luego impactando contra un edificio. La forma de ataque fue de vehículo-ariete y según información del momento el auto utilizado era un minicar o una minivan con matrículas de la ciudad de Osaka. El autor huyó de la escena, pero durante horas de la tarde, la policía lo interceptó en el cercano Parque Yoyogi.
También se encontró un tanque de queroseno de 30 litros dentro del vehículo junto con una lavadora a presión. No se reportaron incendios.

## Perpetrador
Kazuhiro Kusakabe, un hombre de 21 años, fue arrestado por la policía bajo sospecha de intento de asesinato. Los medios de comunicación citaron al hombre diciendo que había cometido el ataque «en represalia por una ejecución». No está claro si se trata de una referencia a una ejecución específica o al sistema de pena de muerte de Japón. La policía confirmó estar investigando la posibles existencia de un vínculo entre Kusakabe y la secta ultra religiosa sincrética Aum Shinrikyō. Además, los investigadores también mencionaron que el incidente estaba siendo tratado como "ataque terrorista"
Según la policía japonesa el presunto perpetrador les dijo durante la interrogación que «planeaba prender fuego extendiendo queroseno con la lavadora de alta presión, apuntando a una multitud en el Santuario Meiji». Sin embargo, los efectivos sospechan que cambió su plan después de descubrir que no se permitía la entrada de vehículos al santuario debido al gran volumen de visitantes por las fiestas de fin de año.

## Víctimas
Las víctimas fueron contabilizadas, siendo en total nueve heridos, de entre 19 y 51 años, todos de sexo masculino, el menor de todos ellos, el de 19, se encuentra en estado crítico desde que su situación empeorase el 3 de enero de 2019.